# 陈福兆
陈福兆（1974年11月3日—2004年6月18日），浙江省苍南县龙港人，曾任芦浦镇卫生院临床执业助理医师，2003年5月25日至6月27日间用鼠药毒杀17人，被判处死刑。
中共媒体称，陈福兆自1996年开始修炼法轮功。2003年5月25日至6月26日间，陈福兆将大量毒鼠强掺入饮料中，在龙港镇宫后路、建新路、龙翔路等地将饮料发放给16名乞讨拾荒人员，致使16人全部中毒死亡（其中5月25日一人，6月5日三人，6月20日两人，6月24日三人，6月26日七人）。6月27日上午，陈福兆将3包毒鼠强倒入龙港镇龙华寺厨房热水瓶中，致使1名女佛教信徒饮用开水后中毒死亡。7月1日，陈福兆被警方逮捕。问及作案动机时，陈福兆表示，李洪志告诉他要杀生，药要达到杀死的目的，“杀的人越多越好，对提高层次是很明显的”。他还说，他想在一年内杀死所有人类。
据大纪元报导，2003年7月3日，“追查迫害法轮功国际组织”调查了苍南县有关人员和单位。苍南县宣传部和苍南县广播电视局人士称当地没有报导说凶手是炼法轮功的，苍南县龙岗镇政府官员称陈福兆是个精神病患者。
2003年12月30日，浙江省温州市中级人民法院作出一审刑事判决，裁定陈福兆犯有故意杀人罪和投放危险物质罪，判处死刑，剥夺政治权利终身。陈福兆提起上诉。浙江省高级人民法院二审（终审）裁定驳回上诉，维持原判，并根据最高人民法院授权，核准死刑。2004年6月18日，陈福兆被执行死刑。